# Guillermo Maripán
Guillermo Alfonso Maripán Loayza, né le 6 mai 1994 à Vitacura au Chili, est un footballeur international chilien jouant au poste de défenseur central au Torino FC.

## Biographie

### Carrière en club

#### Universidad Católica (2012-2017)
Né à Vitacura au Chili, Guillermo Maripán est formé par le club local de l'Universidad Católica, avec ce club il joue cinq matchs en Copa Libertadores, et cinq matchs en Copa Sudamericana.

#### Deportivo Alavés (2017-2019)
Le 7 juillet 2017, il s'engage au Deportivo Alavés pour 4 ans.

#### AS Monaco (2019-2024)
Le 24 août 2019, il s'engage avec l'AS Monaco pour 5 ans. Lors de sa première saison en Ligue 1, il prend part à 20 matches. Il inscrit son premier but à la réception d'un coup franc d'Aleksandr Golovine contre l'Amiens SC. Il marque un nouveau but sur le terrain du Dijon FCO à bout portant du pied droit pour égaliser et offrir un point à l'ASM.
En début de saison 2020-2021, il ne joue que très peu de minutes, son entraîneur Niko Kovač lui préférant la paire Benoît Badiashile-Axel Disasi. Il entre en jeu à la pause de la défaite sur le terrain de l'Olympique de Marseille, match que Monaco perd 2-0. Puis, il est titulaire contre le RC Lens à domicile, mais Monaco enchaîne sa troisième défaite consécutive en championnat. Il est donc très souvent sur le banc de touche, ce qui, lui donne encore plus envie de travailler à l'entraînement pour regagner sa place dans l'effectif, ce qu'il déclare avant un déplacement à Dijon. De par ses performances à l'entraînement, Kovac continue de lui faire confiance et l'aligne de nouveau contre Dijon, Monaco l'emporte 1-0 et n'encaisse donc pas de but. Le 6 janvier 2021, il ouvre son compteur but pour la saison en inscrivant le cinquième but monégasque contre le FC Lorient, score final 5-2 pour les Asémistes. Puis, il enchaîne par un nouveau but contre Angers. Pour le compte de la 21e journée de Ligue 1, il égalise de la tête sur un corner d'Aleksandr Golovine contre l'Olympique de Marseille, Monaco gagnera finalement 3-1. Il inscrit un nouveau but lors de la journée suivante sur le terrain du FC Nantes, participant à une nouvelle victoire rouge et blanche 2-1. Lors de la victoire au Parc des Princes, il marque un but d'un enroulé à l'entrée de la surface du pied droit à ras de terre qui se loge dans le petit filet de Keylor Navas. L'ASM fera chuter le PSG 2-0 dans leur antre.
Lors de la saison 2021-2022, il ne trouve pas le chemin des filets, mais prend tout de même part à 26 rencontres de championnat, la majorité en tant que titulaire en défense centrale.
Lors du match retour du troisième tour qualificatif pour la Ligue des champions 2022-2023, il marque le but de l'égalisation sur le terrain du PSV Eindhoven mais malheureusement, son équipe s'incline en prolongation et est reversé en Ligue Europa. Le 29 septembre 2022, l'AS Monaco annonce sa prolongation de contrat jusqu'en 2025. Le 31 août 2022, pour le compte de la cinquième journée de Ligue 1, il inscrit d'une tête sur corner mais reçoit par la suite un carton rouge contre Troyes. Le 11 septembre 2022, il inscrit un nouveau but en Ligue 1, son troisième toutes compétitions confondues, contre l'Olympique Lyonnais et Monaco l'emporte 2-1.
Le 6 février 2023, il marque son dixième but en Ligue 1 avec l'AS Monaco sur le terrain du Clermont Foot 63. Le 16 février 2023, lors de match aller des 16e de finale de la Ligue Europa, il se blesse en fin de match mais, ne pouvant plus être remplacé du fait de l'utilisation de tous les changements par son entraîneur, il finit sur une jambe et contribue à la victoire héroïque sur le terrain du Bayer Leverkusen. Malheureusement, l'ASM est éliminée aux tirs au but lors du match retour. Lors de la 28e journée de Ligue 1, il contribue à la victoire monégasque sur la pelouse de l'AC Ajaccio avec une tête repoussée par le gardien adverse qui donne un but pour son capitaine Wissam Ben Yedder. Le 2 avril, il marque un but contre son camp lors de la réception de Strasbourg, mais son équipe l'emporte finalement 4-3. Le 22 avril 2023, il réalise un match cataclysmique sur le terrain du RC Lens en se faisant prendre sur tous les buts des Lensois, finalement, son équipe perd 3-0 et tombe définitivement du podium.
Le 2 septembre 2023, il marque de la tête son premier but de la saison sur corner lors de la victoire 3-0 contre le RC Lens. Le 27 janvier 2024, il écope d'un carton rouge après 9 minutes de jeu lors du match nul 2-2 à l'Orange Vélodrome pour une faute anodine à 25 mètres de son but sur l'attaquant Vitinha qui était en position excentrée.

#### Torino FC (depuis 2024)
Le 29 août 2024, l'AS Monaco annonce le départ de Guillermo Maripán vers le club italien du Torino FC. Il s'est engagé pour deux ans, avec une option pour une année supplémentaire.

### En équipe nationale
Il reçoit sa première sélection en équipe du Chili le 11 janvier 2017, en amical contre la Croatie (match nul 1-1). Guillermo Maripán dispute sa première compétition internationale lors de la Copa América 2019 où les chiliens échoueront en demi-finale face au Pérou. Deux ans plus tard, il est de nouveau convoqué pour participer à la Copa América 2021, la Roja s'inclinera en quart-de-finales face au Brésil.

## Statistiques
| Saison                | Club                  | Championnat           | Championnat | Championnat | Coupe nationale | Coupe nationale | Coupe de la Ligue | Coupe de la Ligue | Supercoupe | Supercoupe | Compétition(s) continentale(s) | Compétition(s) continentale(s) | Compétition(s) continentale(s) | Total | Total |
| Saison                | Club                  | Division              | M.          | B.          | M.              | B.              | M.                | B.                | M.         | B.         | Comp.                          | M.                             | B.                             | M.    | B.    |
| 2012                  | Universidad Católica  | Primera División      | 1           | 0           | 5               | 0               | -                 | -                 | -          | -          | -                              | -                              | -                              | 6     | 0     |
| 2013-2014             | Universidad Católica  | Primera División      | -           | -           | 1               | 0               | -                 | -                 | -          | -          | CS                             | -                              | -                              | 1     | 0     |
| 2014-2015             | Universidad Católica  | Primera División      | 5           | 0           | 6               | 0               | -                 | -                 | -          | -          | CS                             | 4                              | 0                              | 15    | 0     |
| 2015-2016             | Universidad Católica  | Primera División      | 27          | 2           | 6               | 0               | -                 | -                 | -          | -          | CS                             | 1                              | 0                              | 34    | 2     |
| 2016-2017             | Universidad Católica  | Primera División      | 26          | 1           | 5               | 0               | -                 | -                 | 1          | 0          | CL                             | 5                              | 0                              | 37    | 1     |
| Sous-total            | Sous-total            | Sous-total            | 59          | 3           | 23              | 0               | -                 | -                 | 1          | 0          | -                              | 10                             | 0                              | 93    | 3     |
| 2017-2018             | Deportivo Alavés      | Liga                  | 19          | 0           | 3               | 0               | -                 | -                 | -          | -          | -                              | -                              | -                              | 22    | 0     |
| 2018-2019             | Deportivo Alavés      | Liga                  | 23          | 2           | 2               | 0               | -                 | -                 | -          | -          | -                              | -                              | -                              | 25    | 2     |
| 2019-2020             | Deportivo Alavés      | Liga                  | 1           | 0           | -               | -               | -                 | -                 | -          | -          | -                              | -                              | -                              | 1     | 0     |
| Sous-total            | Sous-total            | Sous-total            | 43          | 2           | 5               | 0               | -                 | -                 | -          | -          | -                              | -                              | -                              | 48    | 2     |
| 2019-2020             | AS Monaco             | Ligue 1               | 20          | 2           | 2               | 0               | 2                 | 0                 | -          | -          | -                              | -                              | -                              | 24    | 2     |
| 2020-2021             | AS Monaco             | Ligue 1               | 28          | 5           | 3               | 0               | -                 | -                 | -          | -          | -                              | -                              | -                              | 31    | 5     |
| 2021-2022             | AS Monaco             | Ligue 1               | 26          | 0           | 3               | 1               | -                 | -                 | -          | -          | C1+C3                          | 2+6                            | 0+0                            | 37    | 1     |
| 2022-2023             | AS Monaco             | Ligue 1               | 26          | 2           | 0               | 0               | -                 | -                 | -          | -          | C1+C3                          | 2+5                            | 1+0                            | 33    | 3     |
| 2023-2024             | AS Monaco             | Ligue 1               | 23          | 1           | 2               | 0               | -                 | -                 | -          | -          | -                              | -                              | -                              | 25    | 1     |
| Sous-total            | Sous-total            | Sous-total            | 123         | 10          | 10              | 1               | 2                 | 0                 | -          | -          | -                              | 15                             | 1                              | 150   | 12    |
| 2024-2025             | Torino FC             | Serie A               | 6           | 0           | 1               | 0               | -                 | -                 | -          | -          | -                              | -                              | -                              | 7     | 0     |
| Total sur la carrière | Total sur la carrière | Total sur la carrière | 231         | 14          | 39              | 1               | 2                 | 0                 | 1          | 0          | -                              | 25                             | 1                              | 298   | 16    |

### En sélection nationale
| Saison                | Sélection             | Phases finales                | Phases finales | Phases finales | Phases finales | Éliminatoires CDM | Éliminatoires CDM | Éliminatoires CDM | Matchs amicaux | Matchs amicaux | Matchs amicaux | Total | Total | Total |
| Saison                | Sélection             | Compétition                   | M              | B              | Pd             | M                 | B                 | Pd                | M              | B              | Pd             | M     | B     | Pd    |
| --------------------- | --------------------- | ----------------------------- | -------------- | -------------- | -------------- | ----------------- | ----------------- | ----------------- | -------------- | -------------- | -------------- | ----- | ----- | ----- |
| 2016-2017             | Chili                 | Coupe des confédérations 2017 | -              | -              | -              | -                 | -                 | -                 | 3              | 0              | 0              | 3     | 0     | 0     |
| 2017-2018             | Chili                 | -                             | -              | -              | -              | -                 | -                 | -                 | 5              | 2              | 0              | 5     | 2     | 0     |
| 2018-2019             | Chili                 | Copa América 2019 4e          | 6              | 0              | 0              | -                 | -                 | -                 | 8              | 0              | 0              | 14    | 0     | 0     |
| 2019-2020             | Chili                 | -                             | -              | -              | -              | -                 | -                 | -                 | 2              | 0              | 0              | 2     | 0     | 0     |
| 2020-2021             | Chili                 | Copa América 2021             | 3              | 0              | 0              | 4                 | 0                 | 0                 | -              | -              | -              | 7     | 0     | 0     |
| 2021-2022             | Chili                 | -                             | -              | -              | -              | 7                 | 0                 | 0                 | -              | -              | -              | 7     | 0     | 0     |
| 2022-2023             | Chili                 | -                             | -              | -              | -              | -                 | -                 | -                 | 4              | 0              | 0              | 4     | 0     | 0     |
| 2023-2024             | Chili                 | Copa América 2024             | 1              | 0              | 0              | 5                 | 0                 | 0                 | -              | -              | -              | 6     | 0     | 0     |
| 2024-2025             | Chili                 | -                             | -              | -              | -              | 4                 | 0                 | 0                 | -              | -              | -              | 4     | 0     | 0     |
| Total sur la carrière | Total sur la carrière | Total sur la carrière         | 10             | 0              | 0              | 20                | 0                 | 0                 | 22             | 2              | 0              | 52    | 2     | 0     |

### Liste des matchs internationaux
| Matchs internationaux de Guillermo Maripán | Matchs internationaux de Guillermo Maripán | Matchs internationaux de Guillermo Maripán                      | Matchs internationaux de Guillermo Maripán | Matchs internationaux de Guillermo Maripán | Matchs internationaux de Guillermo Maripán | Matchs internationaux de Guillermo Maripán                         |
|                                            | Date                                       | Lieu                                                            | Adversaire                                 | Résultat                                   | Compétition                                | Notes                                                              |
| ------------------------------------------ | ------------------------------------------ | --------------------------------------------------------------- | ------------------------------------------ | ------------------------------------------ | ------------------------------------------ | ------------------------------------------------------------------ |
| 1.                                         | 11 janvier 2017                            | Guangxi Sports Center, Nanning, Chine                           | Croatie                                    | 1-1                                        | Match amical                               | Titulaire.                                                         |
| 2.                                         | 15 janvier 2017                            | Guangxi Sports Center, Nanning, Chine                           | Islande                                    | 0-1                                        | Match amical                               | Titulaire.                                                         |
| 3.                                         | 2 juin 2017                                | Estadio Nacional de Chile, Santiago, Chili                      | Burkina Faso                               | 3-0                                        | Match amical                               | Titulaire.                                                         |
| 4.                                         | 24 mars 2018                               | Friends Arena, Solna, Suède                                     | Suède                                      | 1-2                                        | Match amical                               | Titulaire.                                                         |
| 5.                                         | 27 mars 2018                               | Energi Nord Arena, Aalborg, Danemark                            | Danemark                                   | 0-0                                        | Match amical                               | Titulaire.                                                         |
| 6.                                         | 31 mai 2018                                | Sportzentrum Graz-Weinzödl, Graz, Autriche                      | Roumanie                                   | 3-2                                        | Match amical                               | Titulaire.                                                         |
| 7.                                         | 4 juin 2018                                | Stadion Graz-Liebenau, Graz, Autriche                           | Serbie                                     | 0-1                                        | Match amical                               | Titulaire.                                                         |
| 8.                                         | 8 juin 2018                                | Stade INEA, Poznań, Pologne                                     | Pologne                                    | 2-2                                        | Match amical                               | Titulaire.                                                         |
| 9.                                         | 11 septembre 2018                          | Stade Asiade de Pusan, Pusan, Corée du Sud                      | Corée du Sud                               | 0-0                                        | Match amical                               | Titulaire.                                                         |
| 10.                                        | 12 octobre 2018                            | Hard Rock Stadium, Miami, États-Unis                            | Pérou                                      | 3-0                                        | Match amical                               | Titulaire.                                                         |
| 11.                                        | 16 octobre 2018                            | Stade Corregidora, Santiago de Querétaro, Mexique               | Mexique                                    | 0-1                                        | Match amical                               | Titulaire.                                                         |
| 12.                                        | 16 novembre 2018                           | Estadio El Teniente, Rancagua, Chili                            | Costa Rica                                 | 2-3                                        | Match amical                               | Titulaire.                                                         |
| 13.                                        | 20 novembre 2018                           | Estadio Germán Becker, Temuco, Chili                            | Honduras                                   | 4-1                                        | Match amical                               | Titulaire.                                                         |
| 14.                                        | 22 mars 2019                               | SDCCU Stadium, San Diego, États-Unis                            | Mexique                                    | 3-1                                        | Match amical                               | Titulaire.                                                         |
| 15.                                        | 26 mars 2019                               | BBVA Stadium, Houston, États-Unis                               | États-Unis                                 | 1-1                                        | Match amical                               | Titulaire et remplacé par Sebastián Vegas à la 70e minute de jeu.  |
| 16.                                        | 6 juin 2019                                | Estadio La Portada, La Serena, Chili                            | Haïti                                      | 2-1                                        | Match amical                               | Titulaire et remplacé par Paulo Díaz à la 46e minute de jeu.       |
| 17.                                        | 17 juin 2019                               | Estádio do Morumbi, São Paulo, Brésil                           | Japon                                      | 0-4                                        | Copa América 2019                          | Titulaire.                                                         |
| 18.                                        | 21 juin 2019                               | Arena Fonte Nova, Salvador de Bahia, Brésil                     | Équateur                                   | 1-2                                        | Copa América 2019                          | Titulaire.                                                         |
| 19.                                        | 24 juin 2019                               | Stade Maracanã, Rio de Janeiro, Brésil                          | Uruguay                                    | 0-1                                        | Copa América 2019                          | Titulaire.                                                         |
| 20.                                        | 28 juin 2019                               | Arena Corinthians, São Paulo, Brésil                            | Colombie                                   | 0-0 (4 tab 5)                              | Copa América 2019                          | Titulaire.                                                         |
| 21.                                        | 3 juillet 2019                             | Arena do Grêmio, Porto Alegre, Brésil                           | Pérou                                      | 0-3                                        | Copa América 2019                          | Titulaire et remplacé par Nicolás Castillo à la 89e minute de jeu. |
| 22.                                        | 6 juillet 2019                             | Arena Corinthians, São Paulo, Brésil                            | Argentine                                  | 2-1                                        | Copa América 2019                          | Entré en jeu à la place de Gonzalo Jara à la 50e minute de jeu.    |
| 23.                                        | 12 octobre 2019                            | Stade José Rico Pérez, Alicante, Espagne                        | Colombie                                   | 0-0                                        | Match amical                               | Titulaire.                                                         |
| 24.                                        | 15 octobre 2019                            | Stade José Rico Pérez, Alicante, Espagne                        | Guinée                                     | 3-2                                        | Match amical                               | Titulaire.                                                         |
| 25.                                        | 13 novembre 2020                           | Estadio Nacional de Chile, Santiago, Chili                      | Pérou                                      | 2-0                                        | Éliminatoires Coupe du monde 2022          | Titulaire.                                                         |
| 26.                                        | 17 novembre 2020                           | Estadio Olímpico, Caracas, Venezuela                            | Venezuela                                  | 2-1                                        | Éliminatoires Coupe du monde 2022          | Titulaire.                                                         |
| 27.                                        | 3 juin 2021                                | Estadio Único Madre de Ciudades, Santiago del Estero, Argentine | Argentine                                  | 1-1                                        | Éliminatoires Coupe du monde 2022          | Titulaire.                                                         |
| 28.                                        | 9 juin 2021                                | Estadio San Carlos de Apoquindo, Las Condes, Chili              | Bolivie                                    | 1-1                                        | Éliminatoires Coupe du monde 2022          | Titulaire.                                                         |
| 29.                                        | 14 juin 2021                               | Stade olympique Nilton-Santos, Rio de Janeiro, Brésil           | Argentine                                  | 1-1                                        | Copa América 2021                          | Titulaire.                                                         |
| 30.                                        | 18 juin 2021                               | Arena Pantanal, Cuiabá, Brésil                                  | Bolivie                                    | 1-0                                        | Copa América 2021                          | Titulaire.                                                         |
| 31.                                        | 21 juin 2021                               | Arena Pantanal, Cuiabá, Brésil                                  | Uruguay                                    | 1-1                                        | Copa América 2021                          | Titulaire et remplacé par Enzo Roco à la 38e minute de jeu.        |
| 32.                                        | 3 septembre 2021                           | Estadio Monumental David Arellano, Santiago, Chili              | Brésil                                     | 0-1                                        | Éliminatoires Coupe du monde 2022          | Titulaire.                                                         |
| 33.                                        | 8 octobre 2021                             | Estadio Nacional, Lima, Pérou                                   | Pérou                                      | 2-0                                        | Éliminatoires Coupe du monde 2022          | Titulaire.                                                         |
| 34.                                        | 10 octobre 2021                            | Estadio San Carlos de Apoquindo, Santiago, Chili                | Paraguay                                   | 2-0                                        | Éliminatoires Coupe du monde 2022          | Titulaire.                                                         |
| 35.                                        | 14 octobre 2021                            | Estadio San Carlos de Apoquindo, Santiago, Chili                | Venezuela                                  | 3-0                                        | Éliminatoires Coupe du monde 2022          | Titulaire.                                                         |
| 36.                                        | 11 novembre 2021                           | Estadio Defensores del Chaco, Asuncion, Paraguay                | Paraguay                                   | 0-1                                        | Éliminatoires Coupe du monde 2022          | Titulaire.                                                         |
| 37.                                        | 16 novembre 2021                           | Estadio San Carlos de Apoquindo, Santiago, Chili                | Équateur                                   | 0-2                                        | Éliminatoires Coupe du monde 2022          | Titulaire.                                                         |
| 38.                                        | 27 janvier 2022                            | Estadio Municipal de Calama, Calama, Chili                      | Argentine                                  | 1-2                                        | Éliminatoires Coupe du monde 2022          | Titulaire.                                                         |
| 39.                                        | 16 novembre 2022                           | Stade du maréchal Józef Piłsudski, Varsovie, Pologne            | Pologne                                    | 1-0                                        | Match amical                               | Titulaire.                                                         |
| 40.                                        | 20 novembre 2022                           | Tehelné pole, Bratislava, Slovaquie                             | Slovaquie                                  | 0-0                                        | Match amical                               | Titulaire et remplacé par Esteban Pavez à la 46e minute de jeu.    |
| 41.                                        | 28 mars 2023                               | Estadio Monumental David Arellano, Santiago, Chili              | Paraguay                                   | 3-2                                        | Match amical                               | Titulaire.                                                         |
| 42.                                        | 20 juin 2023                               | Stade Ramón Aguilera, Santa Cruz de la Sierra, Bolivie          | Bolivie                                    | 0-0                                        | Match amical                               | Titulaire.                                                         |
| 43.                                        | 9 septembre 2023                           | Stade Centenario, Montevideo, Uruguay                           | Uruguay                                    | 3-1                                        | Éliminatoires Coupe du monde 2026          | Titulaire.                                                         |
| 44.                                        | 12 septembre 2023                          | Estadio Monumental David Arellano, Santiago, Chili              | Colombie                                   | 0-0                                        | Éliminatoires Coupe du monde 2026          | Titulaire.                                                         |
| 45.                                        | 12 octobre 2023                            | Estadio Monumental David Arellano, Santiago, Chili              | Pérou                                      | 2-0                                        | Éliminatoires Coupe du monde 2026          | Titulaire et remplacé par Matías Fernández à la 46e minute de jeu. |
| 46.                                        | 16 novembre 2023                           | Estadio Monumental David Arellano, Santiago, Chili              | Paraguay                                   | 0-0                                        | Éliminatoires Coupe du monde 2026          | Titulaire.                                                         |
| 47.                                        | 21 novembre 2023                           | Stade de Liga Deportiva Universitaria, Quito, Équateur          | Équateur                                   | 1-0                                        | Éliminatoires Coupe du monde 2026          | Titulaire.                                                         |
| 48.                                        | 29 juin 2024                               | Inter&Co Stadium, Orlando, États-Unis                           | Canada                                     | 0-0                                        | Copa América 2024                          | Titulaire.                                                         |

#### Buts internationaux
| Buts en sélection de Guillermo Maripán | Buts en sélection de Guillermo Maripán | Buts en sélection de Guillermo Maripán | Buts en sélection de Guillermo Maripán | Buts en sélection de Guillermo Maripán | Buts en sélection de Guillermo Maripán | Buts en sélection de Guillermo Maripán | Buts en sélection de Guillermo Maripán |
| #                                      | Date                                   | Lieu                                   | Adversaire                             | Score                                  | Résultat                               | Compétition                            |                                        |
| -------------------------------------- | -------------------------------------- | -------------------------------------- | -------------------------------------- | -------------------------------------- | -------------------------------------- | -------------------------------------- | -------------------------------------- |
| 1.                                     | 31 mai 2018                            | Sportzentrum Graz-Weinzödl, Graz       | Roumanie                               | 1-1                                    | 3-2                                    | Match amical                           |                                        |
| 2.                                     | 4 juin 2018                            | Stadion Graz-Liebenau, Graz            | Serbie                                 | 0-1                                    | 0-1                                    | Match amical                           |                                        |

## Palmarès
|  |  | Universidad Católica - Champion du Chili en 2016 (clôture) et 2016 (ouverture) - Vainqueur de la Supercoupe du Chili en 2016 |  | AS Monaco - Coupe de France - Finaliste : 2021 - Championnat de France - Vice-champion : 2024 |